# Nino Borsari
Nino Borsari, född 14 december 1911 i Cavezzo, död 31 mars 1996 i Carlton i Australien, var en italiensk tävlingscyklist.
Borsari blev olympisk guldmedaljör i lagförföljelse vid sommarspelen 1932 i Los Angeles.